# 藍身絲鰭鸚鯛
藍身絲鰭鸚鯛，又名藍側絲隆頭魚、紅娘仔、柳冷仔、藍身鸚哥，為輻鰭魚綱鱸形目隆頭魚亞目隆頭魚科的其中一種。

## 分布
本魚西太平洋區，包括日本、臺灣、聖誕島、澳洲、印尼、菲律賓、密克羅尼西亞、帛琉、泰國、越南等海域。

## 深度
水深2至30公尺。

## 特徵
本魚體側扁，體色變化大。幼魚體為紅色，吻端上具一白點；雌魚前半部墨綠色，後半部紅棕色；雄魚體色艷麗，頭部藍色，胸部黃色，體背部紅色。尾鰭圓形，背鰭硬棘11枚、背鰭軟條9、臀鰭硬棘3枚、臀鰭軟條10至11枚。體長可達15公分。

## 生態
本魚棲息於礁石平台、珊瑚礁區或較大的潮池中，具性轉變，雄於數目常較雌魚多，屬肉食性。

## 經濟利用
可食，但多不作食用，一般作觀賞魚來飼養。